# Любовь и тайны Сансет Бич
«Любовь и тайны Сансет Бич» (англ. Sunset Beach) — американская телевизионная дневная мыльная опера, транслировавшаяся на телеканале NBC с 6 января 1997 по 31 декабря 1999 года. В центре сюжета — жизнь обитателей Сансет-Бич, Ориндж, Калифорния. Всего было снято три сезона.
«Сансет Бич» был попыткой поднять падающую в девяностых популярность дневных мыльных опер и был ориентирован на молодёжную аудиторию. Сериал продюсировал Аарон Спеллинг совместно с NBC. Будучи самой дорогой мыльной оперой своего времени, «Сансет Бич» привлек внимание прессы и зрителей в первые месяцы трансляции, однако быстро терял рейтинги, и вплоть до закрытия в 1999 году, был мыльной оперой с наименьшим зрительским интересом. Сериал выиграл две дневные премии «Эмми», а также был отмечен более чем тридцатью наградами и номинациями. Сериал был показан в более чем 70 странах, и во многих из них более одного раза.

## Производство

### Концепция и разработка
В начале 1996 года Аарон Спеллинг, создававший ранее сериалы исключительно для трансляции в прайм-тайм, начал разработку для канала NBC дневной мыльной оперы, нацеленной на молодую аудиторию. «Сансет Бич» стал первой оригинальной дневной мыльной оперой за последние восемь лет, когда на телевидении прогрессировал спад просмотра программ в дневное время.
«Сансет Бич» стал самой дорогой дневной мыльной оперой на момент своего старта. Производственный бюджет равнялся миллиону долларов в неделю, а сам сериал продвигался каналом как потенциальный хит. Несколькими годами ранее, в связи с падением рейтингов, NBC закрыл мыльные оперы «Санта-Барбара» и «Поколения», а, начиная с 1985 года, все дневные драмы потеряли, в среднем, около тридцати процентов аудитории. По оценкам аналитиков, NBC потратил порядка $ 60 млн на запуск сериала, $ 200,000 на сами съёмки каждого из эпизодов, а также дополнительное количество денег на возведение интерьеров, чтобы мыльная опера по уровню соответствовала прайм-тайм драмам. NBC, однако, несмотря на огромные расходы, смог обезопасить себя, владея правами на продажу сериала для трансляции в других странах, приносящую многомиллионные доходы. Спеллинг подписал контракт на обязательное производство 255 эпизодов, а позже признался, что его сильно пугал запуск сериала, так как в прайм-тайм в течение шести недель можно вычислить, является ли шоу успешным, и, в случае его провала, остановить производство на тринадцати эпизодах, чего нельзя было сделать в данном случае.

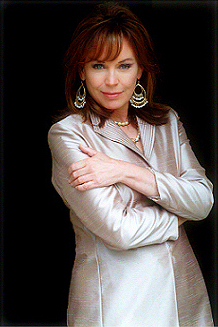
Лесли-Энн Даун на протяжении всего периода показа исполняла роль Оливии Блейк

### Кастинг
Имея Аарона Спеллинга на месте исполнительного продюсера, сериал к своему старту собрал ряд крупных актёров, чего ранее в дневном эфире не происходило. Наиболее крупной звездой, привлеченной к проекту, стала Лесли-Энн Даун, успешно снимавшаяся в большом кино и различных успешных мини-сериалах в семидесятых и восьмидесятых. Она приняла предложение Спеллинга сняться в сериале в первую очередь потому, что проживала неподалёку от места съемок, и в тот момент, когда её карьера, в основном, сводилась к ролям жен или подруг главных героев в провальных кинофильмах. Актриса на протяжении всего периода трансляции исполняла роль зависимой от алкоголя светской львицы — Оливии Блейк Ричардс. Некоторые критики сравнивали героиню с Алексис Колби, персонажем Джоан Коллинз, из прайм-тайм мыльной оперы восьмидесятых «Династия». Примечательно, что актриса заявляет, что её часто сравнивали и путали с Джоан Коллинз в начале карьеры, так как они обе родом из Англии. Сэм Беренс, ранее известный по роли нового мужа Вэлин Юинг (Джоан Ван Арк) в сериале «Тихая пристань», сыграл мужа Оливии и чрезмерно опекающего отца Кейтлин и Шона, одного из центральных антагонистов — второй степени важности — Грегори Ричардса, а Рэнди Спеллинг — сын продюсера сериала — Аарона Спеллинга, после Беверли Хиллз, предстал в роли их экранного младшего сына — Шона Ричардса, когда как лауреат «Эмми» Ли Тейлор-Янг тем временем воплотила образ Элейн Стивенс, подруги Оливии, в то время как Эшли Гамильтон - бывший муж Шеннен Доэрти после представленного злодейского романтического образа в фильмах, вроде: «Бетховен 2» — воплотил роль ослепительно красивого и очаровательного молодого вора драгоценностей и юного бойфренда Кейтлин и любовника Оливии Ричардс и в то же время — сына Элейн —  Коула Дешанела, тем не менее он был вскоре был уволен после начала сериала из-за нарушения графика работы и режима съёмок, после чего, спустя месяц от введения роли Коула Аарон Спеллинг передал его роль другому начинающему актёру в мыльной опере — Эдди Сибриану, и даже вмешательство старого друга Спеллинга — отца Гамильтона — Джорджа — не помогло этому помешать, в то время как графиня, некогда латиноамериканская — Мисс Вселенная и мисс США, звезда триллерных и музыкально-танцевальных фильмов 90-х, вроде: «Запретный танец», «Выход в Эдем» и «Черный скорпион II: в эпицентре взрыва» — Лаура Хэрринг — исполнила роль старшей сестры Коула - Полы, в то время как Хэнк Чейн - исполнил роль ее несостоявшегося жениха — детектива — Рикардо Торреса, в то же время как Кэтлин Нун из «Тихой пристани» — исполнила роль другой подруги Оливии — Бетти Катценказракхи, а Кэрол Поттер — тоже, после «Беверли-Хиллз, 90210», присоединились к шоу в роли матери Мег — Джоан Каммингс, в то время как бывшая звезда «Санта Барбары», мексиканская танцовщица и певица — Маргарита Кордова, а также певица кантри — Барбара Мандрелл — исполнили роли матерей — Рикардо и Кейси, Кармен и Алекс — соответственно. Тимоти Адамс и Джейсон Уинстон Джордж воплотили же роли друзей Рикардо — роли пляжных спасателей — Кейси Митчеума и Майкла Борна. Шерри Сом же сыграла роль девушки Майкла — Ванессы Харт.
Тем не менее также на роли молодых героев приглашались и менее известные лица. Ванесса Дорман - звезда нью-йоркских мюзиклов, после сыгранной также роли в мыльной опере: «Все мои дети» получила роль центральной положительной героини Сансет Бич второго плана - роль Кейтлин Ричардс - старшей дочери Грегори и Оливии и молодой возлюбленной Коула Дешанела, однако ближе к  середине сериала в 1998-м уступив ее, в конечном итоге - Кэм Хескин. Роль главного женского протагониста Мег Каммингс — получила Сьюзан Уорд, ранее известная благодаря игре злодейки в недолго просуществовавшем сериале «Берега Малибу», а Клайв Робертсон исполнил две главные мужские роли, сыграв как и роль главного протагониста и в то же время - антигероя - Бена Эванса, так и роль главного антагониста - его злобного брата-близнеца - психопата и серийного убийцы - Дерека. Место главного женского антагониста и центральной, но весьма неоднозначной, рисковой роковой злодейки — досталось Саре Бакстон, которая исполнила роль Энни Дуглас Ричардс - роль разжигающей конфликты и неприятности среди большинства героев  
сериала.

### Рейтинги и закрытие
Сериал привлек значительное количество аудитории в первый месяц трансляции, однако уже спустя полгода его рейтинг в демографической категории женщины 18-49 колебался между 1,2-1,3 пункта, что делало шоу наименее наблюдаемой мыльной оперой на телевидении. Хотя проект имел высокий процент зрителей моложе тридцати, этого было недостаточно для успеха шоу и создатели начали добавлять в сюжет больше семейных историй, чтобы привлечь более зрелую аудиторию.
Телеканал NBC продлил сериал на третий сезон в конце 1998 года, несмотря на то что рейтинги были далеки от желаемых, однако в середине 1999-го он был на грани закрытия. Несмотря на то, что Сансет Бич удалось в тот момент устоять, ближе к концу 1999 года NBC принял решение не продлевать шоу ещё на один год. Последний день 1999 года стал его заключительным аккордом. Сериал немногим не дожил до своего полного 3-х-летия.

## Актёры и команда
С начала трансляции и до конца в сериале было, по меньшей мере, 25 и более — актёров/действующих лиц, имевших регулярную роль в шоу. Хотя эта цифра постепенно выросла до 30 и более, девять из них покинули проект в первые полтора года, а остальные, введённые в процессе, — в марте 1999-го. Сначала первой (по конец мая 1997-го) отыграла свою роль — «золотоискательницы», в прошлом бездомной, подруги Шона Ричардса — Тиффани Торн — Эдриэнн Франц, после чего значимость её роли была переделана и пересмотрена под эпизодически появляющуюся, вплоть до конца лета, Дженнифер Банко Стюарт. Несмотря на то, что исторически «Сансет Бич» стал первым и единственным в американском мыле с их присутствием на тот момент, Келли Ху (доктор Рэй Чанг) покинула шоу с начала июня 1997 вместе с другими актёрами её группы (Джорджем Чунгом, Ирен Йя-Линг Сан и Стивеном Винсентом Ли) - не имевшими особой важности для сюжета. Потери азиатской группы открыли дорогу и для афроамериканской. Спустя полмесяца и до конца шоу Рассел Керри — «был назначен» в качестве — Тайуса Робинсона — основного доктора сериала. Несмотря на то, что изначально с середины января 1997 года Масхонд Ли (Джо Джо) играл единственного антагониста в любовном треугольнике Ванессы и Майкла, его роль оказалась краткой и через 2 месяца он был уволен, когда в марте к центральным актёрам сериала присоединились «его собратья» в виде: Доминик Дженнингс и Ви. Пи. Оливера — в роли Вирджинии (жестокой соперницы Ванессы и её Альтер Эго — «Медсестры Селиты Джонс») и Джимми Харрисона, сначала в тестовом режиме, а потом и на постоянной основе (с начала 1998 года роль беспокойного сына Вирджинии была переписана под более юного Джеффри Вуда). Тем не менее, Дженнингс и Вуд друг за другом освободили роли в марте 1999-го; а персонаж Дженнингс вошел в историю дневного телевидения в качестве первой и единственной афроамериканской злодейки в мыльной опере, которая выиграла одну награду Эмми. К концу октября 1997 года, когда сценарист Мег Беннет стала ведущей (197 эпизод), сместив с поста своего мужа Роберта Гузу (после того, как он уже менял своего соавтора в постановке шоу спустя две недели от начала трансляции сериала), Ли Тейлор-Янг (мать Полы и Коула и хозяйка кондитерской — Элейн Стивенс) и Лаура Хэрринг (девушка и бывшая невеста Рикардо Торреса — офицер Пола Стивенс), также покинули сериал в канун Нового Года (236 серия). Следом персонажи Никка Стэбайла (лучший друг Мег, Габи и Тиффани — Марк Волпер) в январе и Питера Бартона (двуличный полицейский — Эдди Коннорс) в мае 1998-го были так же внезапно «убраны» из сюжетной линии серийным убийцей.
Шестнадцать главных героев присутствовали в сериале на протяжении всего периода его трансляции. Среди них были: Лесли-Энн Даун (в роли светской львицы — Оливии Блейк Ричардс), Сэм Беренс (в роли богатого отца семейства — Грегори Ричардса и его альтер эго — «Дяди Тобайса»), Клайв Робертсон (в роли Бена Эванса и его злобного брата-близнеца — Дерека), Сара Бакстон (в роли обольстительницы — Энни Дугласс/Ричардс), Кэтлин Нун (в роли богатой и шутливой сплетницы/тети Энни/подруги Оливии — тетушки Бетти Катценказракхи), Хэнк Чейн (в роли детектива "Полицейского Участка"/старшего брата Антонио и Марии/бывшего жениха Полы Стивенс и мужа Габи Мартинес — Рикардо Торреса), Тимоти Адамс (в роли спасателя Кейси Митчеума), Джейсон Уинстон Джордж (в роли его чернокожего друга-спасателя — Майкла Борна) и Шерри Сом (в роли девушки Майкла/журналистки и подруги Мег — Ванессы Харт). Другие же из главных героев появлялись на протяжении всего периода трансляции, однако их ведущие  актёры покидали сцену на время, оставляя роль другим или же не оставляя вообще. То же самое можно сказать и о главных сценаристах и об их набранных командах, которые также периодически менялись, с разным видением стилистики и жанровой концепции развития сюжета, каждый.
Роль Мег Каммингс — центральной положительной героини, играла Сьюзан Уорд, начиная с января 1997 до сентября 1999 года. Она покинула шоу на несколько месяцев, ради дебюта на большом экране, а Сидни Пенни два с половиной последующих месяца представляла роль Мег. Уорд тем не менее вернулась к роли в конце ноября и играла её весь последующий месяц, вплоть до закрытия шоу. Ванесса Дорман играла роль Кейтлин Ричардс Дешанел — жены Коула и старшей дочери Ричардсов с самого начала, и, будучи введенной с 7 эпизода, тем не менее, покинула шоу из-за споров по контракту в июне 1998, передав эстафету до конца Кэм Хескин. Сначала роль вора драгоценностей и бойфренда Кейтлин Коула Дешанела играл Эшли Гамильтон, но спустя месяц его роль - уже в качестве нового и молодого любовника Оливии была переписана для более опытного Эдди Сибриана. За неделю до этого, несмотря на постоянный контракт с самого начала и до конца, была брошена Присцилла Гарита (в роли любовницы, а затем и жены Рикардо/младшей сестры Полы — Габи Мартинес). Незадолго до финала со значимыми ролями с самого начала: Эдди Сибриан, Дэкс Гриффин (сыгравший роль экс-жениха Мег — Тима Трумэна), Рэнди Спеллинг (исполнивший роль Шона — богатого и "непослушного" младшего сына Ричардсов, с 5-го эпизода) и Кэм Хескин (сыгравшую роль жены Коула и сестры Шона) оставили шоу на некоторое время, чтобы делать в дальнейшем свою  карьеру в прайм-тайм и в большом кино. С критическим понижением рейтингов, все это «забило» последние гвозди в «гроб» сериала, как и другие актёры, игравшие знаковых персонажей с самого начала, которые начали помышлять также об уходе. Несмотря на это, они все появились в финальном эпилоге в полном составе. Лесли-Энн Даун в связи с собственной беременностью и родами также оставляла проект в апреле 1998-го, однако вернулась в мае и играла свою героиню вплоть до финала.
Аарон Спеллинг — уже делал попытки продюсирования и выпуска молодёжных сериалов с аналогичными концепциями (Ангелы Чарли, Твин Пикс, Зачарованные и Мелроуз Плэйс), а также фильмов в прайм-тайм («Мыльная пена») с сатирическим взглядом на «мыло». Первоначально задуманная сценаристами и авторами идеи - Робертом Гузой (Лауреатом Эмми за Главный Госпиталь, который оставался главным сценаристом вплоть до 21 октября 1997 года), Чарльзом Праттом (создателем раннего Мелроуз Плэйс), Джошем Гриффитом, режиссером и исполнительным продюсером - Гарри Томлином, а также консультирующим продюсером Джонатаном Левиным в виде молодежной мыльной оперы в стиле и темпе прайм-тайма: как романтическая мелодрама вкупе с быстро-динамичным детективом с элементами экшена и пародии, перешла в саспенс детектив и в лёгкую семейную летнюю мелодраму, а затем и в осенний психологический триллер - уже под руководством Мег Беннет с 22 октября 1997 года (уже отлично знавшей толк такого написания в поздней Санта-Барбаре); кратковременно затем в слешер Мэтью Мангла, и в психологическую семейную драму Кристофера Вайстелла и Данна, перетекшая позже под руководством Маргаррет Деприст и Джеймса Рэйли в мистический триллер (с проклятыми драгоценностями) с элементами катастрофы, экшена и последовавшей за ними мелодрамы; детективное направление вновь было, однако, поднято Лизой Сейдман в 3-м сезоне, продолжившееся семейной мелодрамой от замененного соведущего сценариста Деприст с Сейдман на Кристофера Вайстелла, и вновь закончившаяся психологическим триллером от команды Маргаррет Деприст (получившей свою награду за это в 80-х в схожей сюжетной линии с серийным убийцей в «Днях…»). Слешер и фильм-катастрофа были характерны для сюжетных мини-циклов: «Остров ужасов» и «Шоковые волны», по последнему был создан один скомпонованный: «Цунами» — фильм-спецвыпуск для ночного показа на NBC в середине августа 1998 (всего спецвыпусков за всё время истории трансляции было создано 15). Несмотря на успехи в рейтингах этих и других сюжетных мини-циклов в 1998 они были краткими и шоу скатилось в самый низ по рейтингам в начале 1999. Для усиления фарсовых контрастов семейной саги с остросюжетными течениями в их изложении были добавлены сюрреалистические,
иронические, саркастические, сатирические, экспрессионисткие, черно-юморные (благодаря последним двум элементам, шоу набрало определённую долю популярности в Европе, в частности среди британских студентов, высоко его оценивших, но несмотря на их попытки и договорившегося 5-го телеканала спасти его от закрытия, NBC тем не менее такой же взаимной заинтересованности в этом не проявил - в продаже собственных прав для его продления другому телеканалу) и даже сверхъестественные тона. По истечении трех лет скоротечная динамика сюжета в прайм-тайм стиле, связанная с «недельным, небольшим пропуском» от начала первого сезона, начала очень сильно тормозить спустя полгода после премьеры, как и в Беверли-Хиллз(которая была также в нем раскритикована к концу по этой причине), все больше отдавая длинными и затяжными нотками дневной мыльной оперы ближе к его концу.
Последствия потерь некоторых основных актёров/героев в первые полтора года не заставили сeбя слишком долго ждать. Так, с расширением семьи Торресов — Маргарита Кордова (начиная с кануна Рождества 1997/1998 года), Ник Кириазис (начиная с февраля 1998) и Кристина Чэмберс (начиная с конца июня 1998), в течение первой половины 1998 года (240—374 серия), присоединились к этому шоу в ролях: Кармен (в роли гадалки, матери Торресов), Антонио (в роли священника, младшего брата Марии и Рикардо и тайного любовника Габи) и Марии Торрес Эванс (в роли младшей сестры Рикардо/жены Бена), соответственно. С расширением семьи Каммингс: Кэрол Поттер и Джон Мартин, исполняющие роли родителей Мег — Джоан и Хэнка, были повышены до основного состава после около года эпизодических появлений, а Лорен Вудленд — была введена в качестве младшей сестры Мег — Сары — в конце апреля 1998 года, однако замененная на Шоун Баттен уже в мае — спустя 8 серий. На время истории «Острова ужасов» с января место соведущего сценариста вместе с Беннет на 4 месяца занимал Кристофер Вайстелл, а также кратко «спец-консультанты по ужасам» из Эдварда — Руки-Ножницы: Мэтью Мангл и Джеймс Рэйли, ответственные за схожие сюжетные линии в «Днях нашей жизни» (где также были убиты несколько персонажей серийным убийцей, похищенные на острове, а несколько злодеек не раз инсценировали свою гибель, будучи «похороненными заживо», прибегая также и к чёрной магии), в «Санта-Барбаре» и в «Страстях».
Летом 1998 года, когда Мег Беннет - была понижена до сценариста текучки (в конечном счете Беннет была окончательно уволена с начала октября 1998), освободив должность главного сценариста, а эстафету главы до конца взяла на себя - Маргаррет Деприст, Гордон Томсон, также на постоянной основе(с середины мая) - присоединился к шоу в роли отца Коула, ЭйДжея Дешанела, а Лиза Герреро (с середины июля) начала играть его сообщницу и экс-любовницу Франческу Варгас. Постоянная сцена подростков спустя около года от выбывания Эдриэнн Франц также была вновь открыта и расширена для: Крисси Карлсон (Эми Нильсон — бывшей девушки Шона Ричардса, с середины июля) после полугода эпизодических появлений, Кристи Харрис (Эмили Дэвис — новой девушки Шона/дочери Бетти Катценказракхи, с конца мая), Майкла Стрикланда(друга Эми/недоброжелателя Эмили — Брэда Николосса, с начала июня) и Дэвида Мэтиссона (младшего брата Коула — Лео Дешанела, с конца июля), а также и для других в сюжетной линии: «Шоковых волн», последний, однако, выбыл из состава в марте 1999 вместе с Герреро и другими, исчерпав свою роль к этому времени.
В 1999 году, когда к месту ведущего сценариста вместе с Деприст была добавлена ещё и Лиза Сейдман, ещё три актёра присоединились к шоу: Трэйси Линдси Мельхиор — в роли злодейской няни Тесс Марин, Чейз Паркер — в роли 5-летнего Бенджи Эванса (в марте года) и Шон Кэнэн — в роли тайного агента ФБР/нового любовника Энни Ричардс, нового директора «Либерти корп.» и близкого друга её семейства (в конце августа года), став последними дополнениями в сюжет к регулярному составу.
На протяжении всего периода трансляции в качестве заметных, регулярно приглашенных звезд — были: Джон Рейлли (в роли отца Энни — Дэла Дугласса), Джессика Так (в роли безумной работницы морга — Даяны Вудд), Элизабет Элли (в роли «подруги» Сары Мелинды Фолл), Джойс Гай (в роли «ведьмы колдовских зелий» Миссис Моро), Констанс Тауэрс (в роли бабушки Коула леди Джулиане Дешанел/«Дамы в Чёрном»), Кин Кертис (в роли старого рыбака — Квинта), Джек Вагнер (как бывший друг Коула Жак/Леон Дюмон), Финола Хьюз (как бывшая невеста Коула Хелена Гриар), Джеррард Кристофер (как доктор Карл Питер Брок), Барбара Мандрелл (как мать Кейси Алекс Митчеум), Лилиан Лейман и Марианн Аалда (в качестве матери Ванессы Лины Харт), Стивен Винсент Ли (как бывший жених, а затем и муж Рэй Чанг Вэй-Ли Янг), Сандра Фергюсон (как бывшая любовница Коула Джейд Шерридан), Терри Дэвис (как «одержимая дьяволом» психопатка и нумизматка Хиллари Николлс), Кэтрин ДэйЛи (как доктор-гипнотезер Эллисон Макрейн) и Сьюзан Сэфорт Хейс (в роли окружного прокурора Патрисии Стилл).
Для исполнения сюрреалистических фантазий Энни и других и повышения рейтингов в сюжет были добавлены звёзды американского телевидения, сыгравшие самих себя: телеведущих - Джерри Спрингер, Лиза Гиббонс, Жизель Фернандес, Мерв Гриффин, Джон О’Харли, светских львиц - Марла Мейплз, Эли Ландри, Ким Аллексис, телеведущих-юристов - Кристофер Дарден и  судью - Джозеф Уопнер, телеведушего - Хоуи Мэндел, радиоведущего - Гарри Оуэнс и Дэвид Дойл (ветеран-актёр знаменитых «Ангелов Чарли»), а также сам продюсер сериала — Аарон Спеллинг — в роли бывшего и разорившегося медиамагната Винсента Дюка (в отсылках на имя сопродюсера в компании Спеллинга; эта игра для него самого оказалась плохим пророчеством). В качестве председателя производства выступил глава Viacom - Самнер Рэдстоун.

## Сансет Бич — сюрреалистическая концепция
Важное место в сериале также отводится сюрреалистическим фантазиям, снам, галлюцинациям, бреду и кошмарам героев, например, Энни, Сары, Мег, Кейтлин, Бена, Антонио и Рикардо, в которых герои любили себя представлять в образах героев старых фильмов и сказок и часто оказывались в нелицеприятном, саркастическом проигрыше в финале по отношению к своему сопернику. Зачастую это мини-пародии на старые голливудские фильмы (Волшебник из страны ОЗ, Доктор Джеккил и Мистер Хайд, Золушка, 101 долматинец, Тайна за дверью, Подозрение, Кто боится Вирджинии Вулф, Воспламеняющая взглядом, Неспящие в Сиэтле, Мумия, Экзорцист, Молчание ягнят, Синяя Борода, Дикая Семейка Аддамс, В преисподнюю и обратно) и тв-шоу (Шоу Мэри Тайлер Мур, Колесо Фортуны, Шоу Лизы Гибонс, Шоу Джерри Спрингера, Дог-шоу, Секретные Материалы, Лодка любви, Старски и Хатч). Значительная часть фантазий посвящена беседам и спорам Энни (которая была ключевым элементом в плане общего, масштабного и наибольшего количества среди всех снов и фантазий в сериале) со своим умершим отцом Дэлом Дугласом (Джоном Рейли) в аду, где он насмехается над ней и её планами, или же фантазиям о становлении Энни в качестве главной звёзды и её центральном участии в таких программах как «Шоу Джерри Спрингера», «Шоу Лизы Гиббонс», «Колесо Фортуны».
 В подобном ключе любила воображать себя и Сара Каммингс, беседуя с судьёй Уопнером или участвуя в заставке от Друзей, или же от Ангелов Чарли.
Отдельное место занимает «прорыв» 4-й стены в серии-сне Бетт, в котором журналистка Бетти берет интервью у жителей Сансет Бич и рассказывает об основных историях сериала; а также эпилог, в котором Мег проснулась снова у себя дома снова в Канзасe (как в первом эпизоде для своей свадьбы с Тимом), столкнувшись со всеми мгогими знакомыми лицами из оригинального актёрского состава. После чего Мег снова проснулась в Сансет Бич вместе с Беном. Этим ходом почти как и в дилогии приключений Алисы (образы сказки также использовались в одной из фантазий Энни), напоминая также о недосказанном финале 9 сезона сериала Даллас, сценаристы хотели саркастически высмеять их, эти произведения вместе с их «небрежным финалом», где все события вплоть до него интепретировались как сказочный сон и мечта (этим «Сансет Бич» также во многом перекликается с концепцией другого телесериала Джеймса Рейлли, созданного также сценаристом и специальным консультантом «Сансет Бич» и продюсером «Страстей», где присутствовало несколько саркастических сюрреалистических серий-снов, а потом в последующих сериях — «наступало внезапное пробуждение»).

## Отзывы критиков
«Сансет Бич» на момент старта получил благоприятные отзывы от критиков благодаря своему отличию от дневных мыльных опер в сторону прайм-тайм драм. Из актёров положительные оценки получила Лесли-Энн Даун за эмоциональное изображение Оливии, а Рэнди Спеллинг, наоборот, отмечался как худший актёр в шоу. Особую похвалу получали сцены вражды между Оливией и Энни, которые, по мнению критиков, придавали тон таких шоу, как «Династия», «Дни нашей жизни» и «Мелроуз Плейс». Смешанную реакцию получали сцены-фантазии, сны и мечты Энни. Некоторые критики называли их слишком длинными и частыми, тогда как другие, наоборот, отмечали их как наиболее запоминающиеся моменты в эпизодах сериала, к тому же полноценно раскрывающими образ персонажа.
Селли Гроувз из газеты «The Dispatch» высказала мнение, что «Джерри Спрингер был приглашен на шоу в её фантазии как один из способов вновь повысить рейтинги, когда других просто не осталось…» Когда стало становиться ясным что сериал проваливается, анализируя причины падения рейтингов, Уэнди Рич продюсер мыльной оперы «Главный госпиталь» отметила, что: «Невозможно запустить шоу в дневном эфире для молодёжной аудитории, сделав его в стиле прайм-тайма и быстро развивающимся сюжетом, так как привлечь зрителей на долгосрочный период все равно не получится…» В газете «Boston Herald» были представлены скриншоты всех боев Энни и Мег прямо на первой полосе, в которой было отмечено тем самым, что их драки на шоу были самыми запоминающимися и яркими, и восходили как сатирическая аллегория к реальному растущему насилию между женщинами в Америке конца 90-х. Кэндис Хейвенс из газеты «The Charleston Gazette-Mail», говоря о сюжете с искусственным осеменением, назвала Сансет Бич «неоперившейся мыльной оперой, тем не менее, не всегда придерживающейся именно тех сюжетов, которые бы надолго работали со зрителями и держали их в необходимой узде», проанализировав всё и, выразив надежду на его скорый конец. Джулия Чай из газеты «Мичиганский ежедневник» раскритиковала «Сансет Бич» с его претензиями на прайм-тайм стиль и очень медленный темп повествования некоторых эпизодов, сказав, что «В отличие от других прайм-тайм-драм Спеллинга, „Сансет Бич“ близок к провалу только за счет того, что это лже-прайм-тайм драма, жалкая с натяжкой пародия на другие прайм-тайм сериалы и шоу». Схожее мнение высказывал и Гордон Томсон, указав, что диалоги стали слишком «нудными и затянутыми» ближе к концу истории. А Клайв Робертсон назвал сериал в своем интервью «не иронией к истории реальной жизни, а большой и увлекательной сказкой, которую все-таки стоит посмотреть, чтобы от души порадоваться всей семьей и понаблюдать за тем, какие очередные выкрутасы вытворяют Бен и Мег». Кен Такер из журнала Entertainment Weekly охарактеризовал сериал, как «непаршивую мыльную оперу, часто пародирующую другие, более паршивые мыльные оперы». Такер высоко оценил внедрение в сюжет развивающегося в середине девяностых интернета и других высоких технологий, а также различных шпионских технических новинок 90-х годов, а также дал высокие оценки персонажам Лесли-Энн Даун, Сары Бакстон и Сэма Беренса.

## Саундтрек
Для создания музыкального сопровождения первого сезона в качестве композиторов были задействованы Тим Труман, Доминик Мессинджер, Клифф Даун, Кенни Джи и Брайан Ди. Сьювэрт. В качестве композиторов-исполнителей и авторов песен сериала были приглашены Джим Брикман, Дэн Хилл, Джек Вагнер и Барбара Мандрелл (в период когда она временно не участвовала в своей роли звучали ее кантри-песни - во время сюжетной линии пребывания Мег в Канзасе). Основную романтическую вокальную часть песен первого сезона исполнил неосоул-дуэт Табиты Фейр и Майка Уилшира.
Также в остальных сезонах сериала можно услышать песни таких исполнителей, как: Лиэнн Раймс (ныне жены Эдди Сибрианна), Тришты Йервуд, Аниты Кокхран, Донны Саммер, Сары Маклакхлан, Глории Гейнор, Джеймса Брауна, Эллисон Краусс, Мишель Райт, Линды Идер, Дианы Росс и Барбры Стрейзанд; The Temptation, Kool and Gang и Blondie.

## История трансляции и озвучки сериала вРоссии
Первоначально телесериал был показан на НТВ с 12 ноября 1997 по 31 марта 2000 (первые 521 серию из 755). Затем телеканал успел повторить первые 412 серий — с 15 мая 2000 по 15 июня 2001 — по две серии в день, но из-за передела сфер влияния в компании в связи с делом НТВ в 2001 и последовавшим за этим событием кризисом телеканала дальнейший показ сериала был приостановлен.
Сериал был озвучен закадровым переводом мастерами озвучки НТВ того времени: Людмилой Гниловой (Энни, Оливия, Габи, Сара, Эмили, Франческа, Вирджиния и, в основном, все отрицательные женские роли) и Ольгой Кузнецовой (Мег, Ванесса, Кейтлин, Эми, Пола, Бетт, Мария, миссис Моро и, в основном, все положительные женские роли), а также ныне покойными Владимиром Вихровым (Рикардо, Эдди, Кейси, Шон, Марк, Бред, ЭйДжей и, в основном, все положительные мужские роли) и Андреем Ярославцевым(Бен и Дерек, Грегори, Майкл, Коул и, в основном, все отрицательные мужские роли), которого кратко подменил Всеволод Абдулов в конце 1997 года (по эфирному времени NBC в феврале 1997-го, 20-е — 30-е серии), и замененный, в конечном итоге, в октябре 1999 ветераном российской озвучки Александром Диком (по эфирному времени NBC летом 1998, 380-е серии).
Затем телеканал ТНТ повторил первые 518 серий сериала дважды: с 13 октября 2003 по 9 сентября 2005 — сначала: в дневные часы, затем: в позднее ночное время, затем: и в ранние утренние часы и с 27 июля 2006 по 29 июля 2008 года — во все те же ранние утренние часы в периодичном интервале с 05.30 до 7.00 во все той же версии озвучки НТВ.
Российский вариант международного кабельного телеканала CBS Drama показал сериал в собственной озвучке в 2015 году, с 9 января по 21 декабря, но в отличие от польского варианта телеканала, показавшего все первые два сезона, были показаны только лишь серии первого сезона (1-я — 246-я серия), после чего эти же серии вернули к повторному показу в 2016 - в 2017 годах - вплоть до того, как лицензия на трансляцию телеканала в России была полностью отозвана.
Таким образом, третий сезон сериала является до сих пор почти полностью англоязычным. Его российский зритель так и не увидел, не считая, правда, частичных любительских переводов в интернете в группах «ВКонтакте». Официальные DVD-версии сериала помимо первых 12 эпизодов от немецкой Koch Media в свободной продаже в России пока не выпускались.
| DVD Name | Year | Region 2 (German) | Additional features |
| -------- | ---- | ----------------- | ------------------- |
| Box 1    | 1997 | July 22, 2008     | None                |